# Адріана Араужо
Адріана Араужо  (порт. Adriana Araújo; нар. 11 квітня 1981) — професійна бразильська боксерка, олімпійська медалістка.

## Виступи на Олімпіадах

### Виступ на Олімпіаді 2012
У 1/8 фіналу перемогла Саїду Хасенову (Казахстан) — 16-14
У 1/4 фіналу перемогла Махжуба Убтіл (Марокко) — 16-12
У півфіналі програла Софії Очігава (Росія) — 11-17

### Виступ на Олімпіаді 2016
У 1/8 фіналу програла Міра Потконен (Фінляндія) — 1-2
| Олімпіада   | Дисципліна | Місце |
| ----------- | ---------- | ----- |
| Лондон 2012 | 60 кг      | =3    |

## Професіональна кар'єра
У 2017—2019 роках провела 5 переможних боїв на профірингу.
18 жовтня 2019 року завоювала вакантний титул «срібного» чемпіона за версією WBC у першій напівсередній вазі.